# یاسودا زایباتسو
یاسودا زایباتسو (به ژاپنی: 安田財閥 Yasuda zaibatsu)، یک مجتمع مالی بود که توسط خاندان یاسودا مالکیت و اداره می‌شد. یکی از چهار زایباتسوی اصلی امپراتوری ژاپن بود و توسط کارآفرین یاسودا زنجیرو تأسیس شد. یاسودا زایباتسو در پایان جنگ جهانی دوم منحل شد.